# Canillá
Canillá es un municipio del departamento de Quiché en el occidente de la República de Guatemala. Se encuentra al sur-oriente del departamento y tiene una extensión territorial de 123 km² con una población de 12,724 habitantes en 2021.
El municipio de Canillá tiene una cabecera municipal con el mismo nombre, así como veintinueve comunidades rurales: seis aldeas, diecisiete caseríos, una comunidad agraria, cuatro parajes y un cantón.
En la época colonial, durante su visita pastoral en 1770, el arzobispo Pedro Cortés y Larraz describió que el poblado era parte del curato de San Andrés Sajcabajá y que estaba situado en una región muy árida y rodeada de acantilados. Luego de la Independencia de Centroamérica en 1821 y tras el triunfo de la Reforma Liberal en 1871, el presidente de facto provisiorio Miguel García Granados dispuso crear el departamento de Quiché para mejorar la administración territorial de la República dada la enorme extensión del territorio de Totonicapán/Huehuetenango y de Sololá/Suchitepéquez. De esta cuenta, el 12 de agosto de 1872 Caniyá pasó a formar parte de ese nuevo departamento de Quiché y ha estado allí desde entonces.
En  el año de 1880 se menciona que Canillá era una aldea del departamento del Quiché con 607 habitantes, que se dedicaban a trabajos agrícolas; y el 21 de marzo de 1893, el poblado fue elevado a la categoría de municipio.  En 1936, como parte del programa del gobierno del general Jorge Ubico para simplificar la administración de la República fue nuevamente convertido en aldea de San Andrés Sajcabajá, y así permaneció hasta que el gobierno del coronel Jacobo Arbenz lo elevó nuevamente a la categoría municipal en 1951.

## Geografía física

### Ubicación geográfica
El municipio pertenece al departamento de Quiché y por su número de habitantes tiene una municipalidad de 4.ª categoría. El área estimada 123 km²;  la cabecera municipal de Canillá está ubicada en un valle de aproximadamente 8 km², en la sierra de Chuacús, el cual colinda al sur colinda con el riachuelo Chimistán; al oeste con el riachuelo El Rincón y al este con el río Cacuj. 
- Norte: Uspantán, municipio del departamento de Quiché[6]
- Sur: Joyabaj y Zacualpa, municipios del departamento de Quiché
- Este: Cubulco, municipio del departamento de Baja Verapaz
- Oeste: San Andrés Sajcabajá, municipio del departamento de Quiché[6]

|                             | Norte: Uspantán       |               |
| Oeste: San Andrés Sajcabajá |                       | Este: Cubulco |
|                             | Sur: Joyabaj Zacualpa |               |

## Gobierno municipal
Los municipios se encuentran regulados en diversas leyes de la República, que establecen su forma de organización, lo relativo a la conformación de sus órganos administrativos y los tributos destinados para los mismos.  Aunque se trata de entidades autónomas, se encuentran sujetos a la legislación nacional y las principales leyes que los rigen desde 1985 son:
| N.º | Ley                                                | Descripción |
| --- | -------------------------------------------------- | --- |
| 1   | Constitución Política de la República de Guatemala | Tiene una regulación legal específica para los municipios en los artículos 253 al 262. |
| 2   | Ley Electoral y de Partidos Políticos              | Ley de carácter constitucional aplicable a los municipios en el tema de la conformación de sus autoridades electas. |
| 3   | Código municipal                                   | Decreto 12-2002 del Congreso de la República de Guatemala. Tiene la categoría de ley ordinaria y contiene preceptos generales aplicables a todos los municipios, e inclusive contiene legislación referente a la creación de los municipios.             |
| 4   | Ley de Servicio Municipal                          | Decreto 1-87 del Congreso de la República de Guatemala. Regula las relaciones entra la municipalidad y los servidores públicos en materia laboral. Tiene su base constitucional en el artículo 262 de la constitución que ordena la emisión de la misma. |
| 5   | Ley General de Descentralización                   | Decreto 14-2002 del Congreso de la República de Guatemala. Regula el deber constitucional del Estado, y por ende del municipio, de promover y aplicar la descentralización y desconcentración económica y administrativa.                                |

El gobierno de los municipios está a cargo de un Concejo municipal mientras que el código municipal —ley ordinaria que contiene disposiciones que se aplican a todos los municipios— establece que «el concejo municipal es el órgano colegiado superior de deliberación y de decisión de los asuntos municipales […] y tiene su sede en la circunscripción de la cabecera municipal»; el artículo 33 del mencionado código establece que «[le] corresponde con exclusividad al concejo municipal el ejercicio del gobierno del municipio».
El concejo municipal se integra con el alcalde, los síndicos y concejales, electos directamente por sufragio universal y secreto para un período de cuatro años, pudiendo ser reelectos.
Existen también las Alcaldías Auxiliares, los Comités Comunitarios de Desarrollo (COCODE), el Comité Municipal del Desarrollo (COMUDE), las asociaciones culturales y las comisiones de trabajo. Los alcaldes auxiliares son elegidos por las comunidades de acuerdo a sus principios y tradiciones, y se reúnen con el alcalde municipal el primer domingo de cada mes, mientras que los Comités Comunitarios de Desarrollo y el Comité Municipal de Desarrollo organizan y facilitan la participación de las comunidades priorizando necesidades y problemas.
Durante el periodo de gobierno 2020-2024, el alcalde electo de forma democrática por los pobladores es Yanuario Urizar.

## Historia

### Época prehispánica
Preocupado el rey K’iche’ por la desersión del jefe familiar de los aj K’ub’ul-quien se había llevado a su familiar a buscar campos fértiles y, sobre todo, pacíficos-, envió un contingente de guerreros para controlar todos los movimientos de este grupo familiar. Temía que ellos buscaran refuerzos de los otros grupos étnicos para hacer un gran ejército y luego atacarlo. Estos vigilantes se establecieron al oriente de los aj K’ub’ul y como ellos se habían separado por encontrar paz y tranquilidad eran muy pacíficos. Y eso era lo que le informaban al rey K’iche,’ que no se les debe temer pues permanecían en calma, como la quietud de un lago.
Pero al pasar un tiempo los guerreros vigilantes se dieron cuenta de que la vida de los aj K’ub’ul era diferente a los que estaban bajo el mando del rey K’iche’, pues cultivaban sus tierras, y sus cosechas las disfrutaban al lado de sus familias y vivían sin temor de ser atacados en cualquier instante o de ser llamados para la guerra. Les motivó bastante esa forma de vivir que este grupo de guerreros regresó a su lugar de origen Tujalj (Sacapulas y Canillá), pero solo para ir a traer a sus esposas e hijos e iniciar una nueva comunidad en el lugar donde fueron asignados para vigilar a los aj K’ub’ul.

### Tras la conquista española
Se puede indicar que las referencias a Canillá en los siglos xvi y xvii han sido bastante escasas.  En cambio, en el siglo xviii el entonces arzobispo de Guatemala, doctor Pedro Cortés y Larraz, anotó algunos apuntos cuando entre los años de 1768 a 1770 realizó su visita pastoral y llegó a la entonces cabecera de parroquia de San Andrés Sahcabahá (San Andrés Sajcabajá): «Se da en un rancho llamado Caniliá y aunque aparece alguna llanura, como de media hora, pero es tierra aridísima y un laberinto de barrancos profundísimos a un lado y otro de la senda; luego se cruza el río Cacux, que lleva bastante caudal y corre de sur a norte». La indicación del rancho significa que en esa época todavía no había sido reducido a poblado, mientras que los barrancos profundísimos se refieren a la topografía del lugar, enclavado en la sierra de Chuacús.

### Tras la independencia de Centroamérica
Tras el triunfo de la Reforma Liberal en 1871, el presidente de facto provisiorio Miguel García Granados dispuso crear el departamento de Quiché para mejorar la administración territorial de la República dada la enorme extensión del territorio de Totonicapán/Huehuetenango y de Sololá/Suchitepéquez. De esta cuenta, el 12 de agosto de 1872 Caniyá —como se le decía entonces— pasó a formar parte del nuevo departamento de Quiché, junto con la nueva cabecera Santa Cruz del Quiché y Joyabaj, Lemoa, Chichicastenango, Chinic, Chiché, Patzité, San Andrés Joyabajá, San Pedro Jocopilas, San Miguel Uspantán, Cotzal, Chujuyup, Cunem, San Bartolo Jocotenango, Nebaj, Sacapulas, Chajul y Sacualpa.
En  el año de 1880 y como aparece en los datos publicados del censo de población del 31 de octubre del mismo año, aparece como aldea del municipio de San Andrés Sajcabajá. En el censo se menciona que «Canillá, aldea del departamento del Quiché, dista de Santa Cruz del Quiché, su cabecera, 13 leguas; 607 habitantes, quienes se dedican en su mayor parte a trabajos agrícolas; en el municipio no existen industrias principales que puedan catalogarse como tales.»
Canillá fue erigido a municipio por medio del acuerdo gubernativo del  21 de marzo de 1893, que decía: «Apareciendo el expediente formado a iniciativa de la aldea denominada Canillá, en el departamento de Quiché, que reúne todos los requisitos exigidos por la ley para poder ser constituida en municipio independiente de San Andrés Sajcabajá, como lo solicitan con apoyo del Jefe Político respectivo y del Fiscal del Gobierno; El Presidente Constitucional de la República, Acuerda: Acceder a la referida solicitud; y faculta al Jefe Político departamental para que dicte todas las disposiciones conducentes a la instalación de la nueva municipalidad con el personal que el decreto número 214 determina».

### Reestructuración administrativa del gobierno de Jorge Ubico
A partir de 1935, el gobierno del general Ubico restructuró la división política de la República en un afán de simplificar la administración del mismo; para este efecto suprimió varios departamentos y municipios, los cuales fueron integrados a sus vecinos; Canillá fue suprimido por acuerdo gubernativo del 26 de agosto de 1936 durante el gobierno del general Jorge Ubico y anexado como aldea al de San Andrés Sajcabajá. Se restableció nuevamente como municipio según acuerdo gubernativo del gobierno del coronel Jacobo Árbenz Guzmán del 13 de noviembre de 1951, que indicaba que se restablecía el municipio en las mismas condiciones en que se encontraba el 26 de agosto de 1936, en que fue anexado a San Andrés Sajcabajá y que la de esta última, con intervención de la Gobernación departamental, hiciera constar en acta detalladamente los límites, y presentar los planos a la Dirección General de Estadística para los efectos del registro territorial.
En mayo de 1970 se puso en servicio una escuela que consta de seis aulas, sala de refacciones, bodega, guardianía y demás servicios. En la cabecera funciona un puesto de salud de parte del Ministerio de Salud Pública y Asistencia Social, quien a principios de 1973 también inauguró una venta municipal de medicinas. Conforme a la disposición que se publicó en el diario oficial el 5 de julio de 1973, la corporación municipal había emitido el reglamento para los arrendamientos de los terrenos municipales dentro de su circunscripción.

## Fiesta titular
La fiesta titular, de La Concepción, se celebra del 8 al 12 de diciembre, conforme al acuerdo gubernativo de fecha 13 de noviembre de 1935. El día principal es el 8, en que la iglesia conmemora a la Purísima Concepción de la Virgen María.  Los indígenas son de raza y habla quiché.